# Goose Goslin
Leon Allen Goslin, soprannominato "Goose" (Salem, 16 ottobre 1900 – Bridgeton, 15 maggio 1971), è stato un giocatore di baseball statunitense che ha giocato nel ruolo esterno nella Major League Baseball (MLB). È stato introdotto nella National Baseball Hall of Fame nel 1968.

## Carriera
Goslin in carriera giocò con i Washington Senators (1921-1930, 1933 e 1938), i St. Louis Browns (1930-1932) e i Detroit Tigers (1934-1937). Per due volte vinse le World Series: nel 1924 con i Senators, in cui batté un record di sei valide consecutive nell'arco di tre gare che resistette fino al 1990, e nel 1935 con i Tigers, in cui batté il singolo vincente in gara 6. La sua miglior stagione in carriera fu quella del 1928, in cui guidò l'American League con una media battuta di .379. Ebbe undici stagioni con almeno 100 punti battuti a casa (RBI) e nell'unica stagione in cui guidò la lega (1924) impedì a Babe Ruth di centrare la tripla corona. Goslin detiene inoltre il record di home run per un giocatore ospite nel vecchio Yankee Stadium con 32. Nel 1999, The Sporting News lo inserì all'89º posto nella classifica dei migliori cento giocatori di tutti i tempi.

## Palmarès

### Club
- World Series: 2

Washington Senators: 1924
Detroit Tigers: 1935

### Individuale
- MLB All-Star: 1

1936
- Miglior battitore dell'American League: 1

1928
- Leader dell'American League in punti battuti a casa: 1

1924